# 丹嫩费尔斯
丹嫩费尔斯是德国莱茵兰-普法尔茨州的一个市镇。总面积15.79平方公里，总人口856人，其中男性419人，女性437人（2011年12月31日），人口密度54人/平方公里。